# Nostalgia (album, Katapult)
Nostalgia je desáté studiové album české rockové skupiny Katapult, které vyšlo v roce 2023 u vydavatelství Warner Music Group. Jedná se o první studiové album skupiny s novým členem Karlem „Bigmane Kódlem" Dvořákem.

## Seznam skladeb
Autorem veškeré hudby je Oldřich Říha, pokud není uvedeno jinak.
| Pořadí         | Název                      | Hudba          | Text                          | Délka |
| -------------- | -------------------------- | -------------- | ----------------------------- | ----- |
| 1.             | Rock & Boogie Man          |                | Michal Tříska                 | 3:50  |
| 2.             | Vizour Jack                |                | Filip Hrbek                   | 4:18  |
| 3.             | Nostalgia                  |                | O. Říha                       | 4:23  |
| 4.             | Long Live Rock!            |                | Říha                          | 2:34  |
| 5.             | Všechno co chceš dostaneš  |                | Hrbek                         | 5:08  |
| 6.             | Třistapětašedesátkrát      | Alfons Langer  | Zbyněk Vavřín, Oldřich Filcík | 2:44  |
| 7.             | Vál 2021                   |                | Hrbek                         | 3:07  |
| 8.             | Sbohem a šáteček           |                | Říha                          | 3:10  |
| 9.             | Přídavek                   |                | Hrbek                         | 3:55  |
| 10.            | Zahrajem vám rokenrol 2023 |                | Říha                          | 3:55  |
| 11.            | Mister Rock A Mister Roll  | Jiří Šlitr     | Jiří Suchý                    | 2:37  |
| Celková délka: | Celková délka:             | Celková délka: | Celková délka:                | 38:58 |

## Obsazení
Katapult
- Oldřich Říha – kytara, zpěv, harmonika
- Karel „Bigman Kódl" Dvořák – baskytara, zpěv

Hosté
- Václav Zima – bicí
- Vladimír „Boryš" Secký – saxofon

Produkce
- Oldřich Říha – produkce
- Michal Vaniš – nahrávání
- Oldřich Slezák – mastering
- Ladislav Šeiner – foto
- Jarsolav Gvozdek – design
- Zbyněk Chvátal – design obalu